# Wielkopolski (paard)

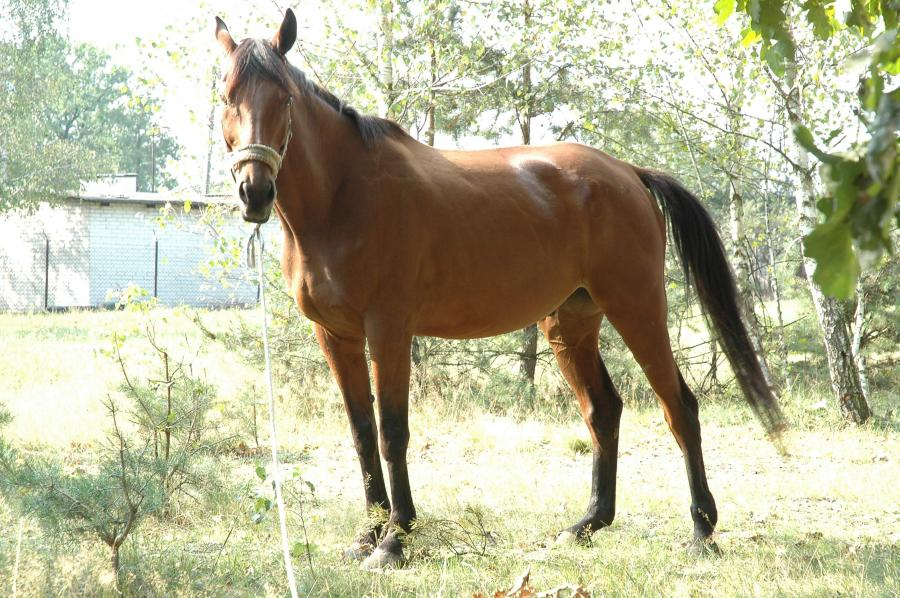
Wielkopolski, sporttype

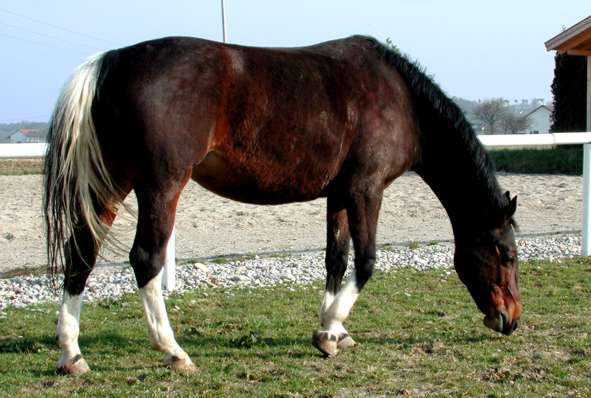
Wielkopolski in wintervacht

De wielkopolski is een warmbloedpaard uit Polen. Het is een modern, veelzijdig paard dat zowel onder het zadel als in het tuig gebruikt kan worden. Er bestaat binnen dit paardenras een tweedeling in een zwaarder en een lichter type.

## Kenmerken
Het paard heeft het uiterlijk van een edel warmbloedpaard. De stokmaat ligt tussen 157 en 168 centimeter. Het heeft een droog hoofd op een lange nek, lange schouders, voldoende geprofileerde schoft, een niet te brede ribbenkast, goed gespierde achterhand, stevig beenwerk met droge gewrichten en pezen en lange onderbenen met weinig behang. De manen en staart zijn vrij dun. Alle kleuren zijn toegestaan.
Het paard kan goed galopperen en heeft aanleg voor het springen. Ook in de dressuur en bij het veelzijdigheidsrijden boekt het goede resultaten.

## Geschiedenis
Het paardenras ontstond in het westen van Polen, in de regio rond Poznań, uit kruisingen van nu niet meer bestaande inlandse rassen als posener en mazoerenpaard met Duitse paardenrassen als hannoveraan en volbloedrassen als arabier en Engelse volbloed.
Paardenfokkerij heeft in Polen een even lange traditie als in Hongarije en was in het verleden toonaangevend. Na de Tweede Wereldoorlog kwamen bestanden afkomstig van de trakehner-fokkerij aan in Polen en werden op staatsstoeterijen en de stoeterij Liski zorgvuldig doorgefokt als mazoeren. Daarnaast bestond er in Polen een zwaarder type landbouwpaard, de posener, dat in Oost-Pruisen, op de stoeterijen Posadowo, Racot en Gogolewo, gefokt was op basis van onder andere de konik. Deze rassen werden in de jaren zestig samengevoegd als 'koń wielkopolski' (Groot-Pools paard).
Hoewel in de beginjaren nog geprobeerd werd de bestanden van beide samengebrachte rassen zuiver te houden, is er in de loop der jaren een zodanige vermenging opgetreden dat de oude rassen nu niet meer bestaan. Op grond van een voorkeur bij de Poolse cavalerie voor lichte rijpaarden was er een duidelijke Arabische inslag aanwijsbaar. Het Poolse rijpaard ontwikkelde zich tot een belangrijke economische factor en wordt gefokt op dertien staatsstoeterijen waarvan vijf zich specialiseren op sportpaarden. De fokkerij en veredeling van de rijpaarden is in het algemeen succesvol gebleken, zij het iets minder dan enkele andere moderne Europese sportpaarden.
Naast de wielkopolski bestaat er in Polen ook het paardenras koń małopolski met oorsprong in Klein-Polen.